# Постолівка (Чортківський район)
Постолі́вка — село в Україні, у Гусятинській селищній громаді Чортківського району Тернопільської області. Розташоване на річці Гнила, на сході району. До 2020 адміністративний центр Постолівської сільської ради. До Постолівки приєднано село Раків Кут в 1954 р.
Населення — 1341 особа (2007).

## Географія
Через село тече річка Черниця.

## Населення

### Мова
Розподіл населення за рідною мовою за даними перепису 2001 року:
| Мова       | Кількість | Відсоток |
| ---------- | --------- | -------- |
| українська | 1360      | 99.78%   |
| російська  | 2         | 0.15%    |
| німецька   | 1         | 0.07%    |
| Усього     | 625       | 100%     |

## Історія
Поблизу села виявлено археологічні пам'ятки трипільської, підкарпатської культури шнур. кераміки, західноподіл. групи скіфського часу і давньоруської культури.
Перша писемна згадка — 1546. В люстраційних записах 1564 р. вказано, що в селі Постолівці (Pvstolvka) руський воєвода збудував двір (dworzecz) на острові, який омивають води ставка на ріці Срібна Липа, для заховування худоби; там же є сіножать і фільварок (Т.1, с. 105).
Діяли «Просвіта», «Луг», «Сільський господар» та інші товариства, кооператива.
Під час німецько-радянської війни через Постолівку, у липні місяці 1943 року проходило партизанське з'єднання Сидора Ковпака.
12 червня 2020 року, відповідно до розпорядження Кабінету Міністрів України № 724-р «Про визначення адміністративних центрів та затвердження територій територіальних громад Тернопільської області» увійшло до складу Гусятинської селищної громади.
19 липня 2020 року, в результаті адміністративно-територіальної реформи та ліквідації Гусятинського району, село увійшло до складу новоутвореного Чортківського району.

## Політика

### Парламентські вибори, 2019
На позачергових парламентських виборах 2019 року у селі функціонувала окрема виборча дільниця № 610246, розташована у приміщенні будинку культури.
Результати
- зареєстровано 982 виборці, явка 51,93%, найбільше голосів віддано за «Слугу народу» — 36,35%, за Всеукраїнське об'єднання «Батьківщина» — 19,25%, за «Європейську Солідарність» — 11,39%.[6] В одномандатному окрузі найбільше голосів отримав Ігор Сопель (Слуга народу) — 32,81%, за Миколу Люшняка (самовисування) — 22,99%, за Володимира Бліхаря (Всеукраїнське об'єднання «Батьківщина») — 15,91%[7].

## Пам'ятки
Є церква Різдва Іоана Хрестителя (1844, мурована), костьол святих апостолів Петра і Павла (1890 р., мур.), капличка (1992).
Споруджено меморіальний комплекс полеглим у 2-й світовій війні (1995), насипано символічну могилу УСС (1991).

## Соціальна сфера
Працюють загальноосвітня школа І-ІІІ ступенів, клуб, бібліотека, ФАП, відділення зв'язку, торгові заклади.

## Відомі люди
У Постолівці народилися:
- Євген Барвінський- український історик, архівіст, бібліограф ,
- громадський діяч Т. Кісь.
- лікар УГА Євген Гайдукевич, помер на Різдво 1920 у Жмеринці від тифу.
- Олійник Радомир Іванович (2005—2023) — солдат Збройних сил України, учасник російсько-української війни.
- Євген Побігущий-Рен (1901—1995), український військовик, полковник дивізії «Галичина», виховник Пласту і СУМ, член УВО і ОУН.

## Галерея

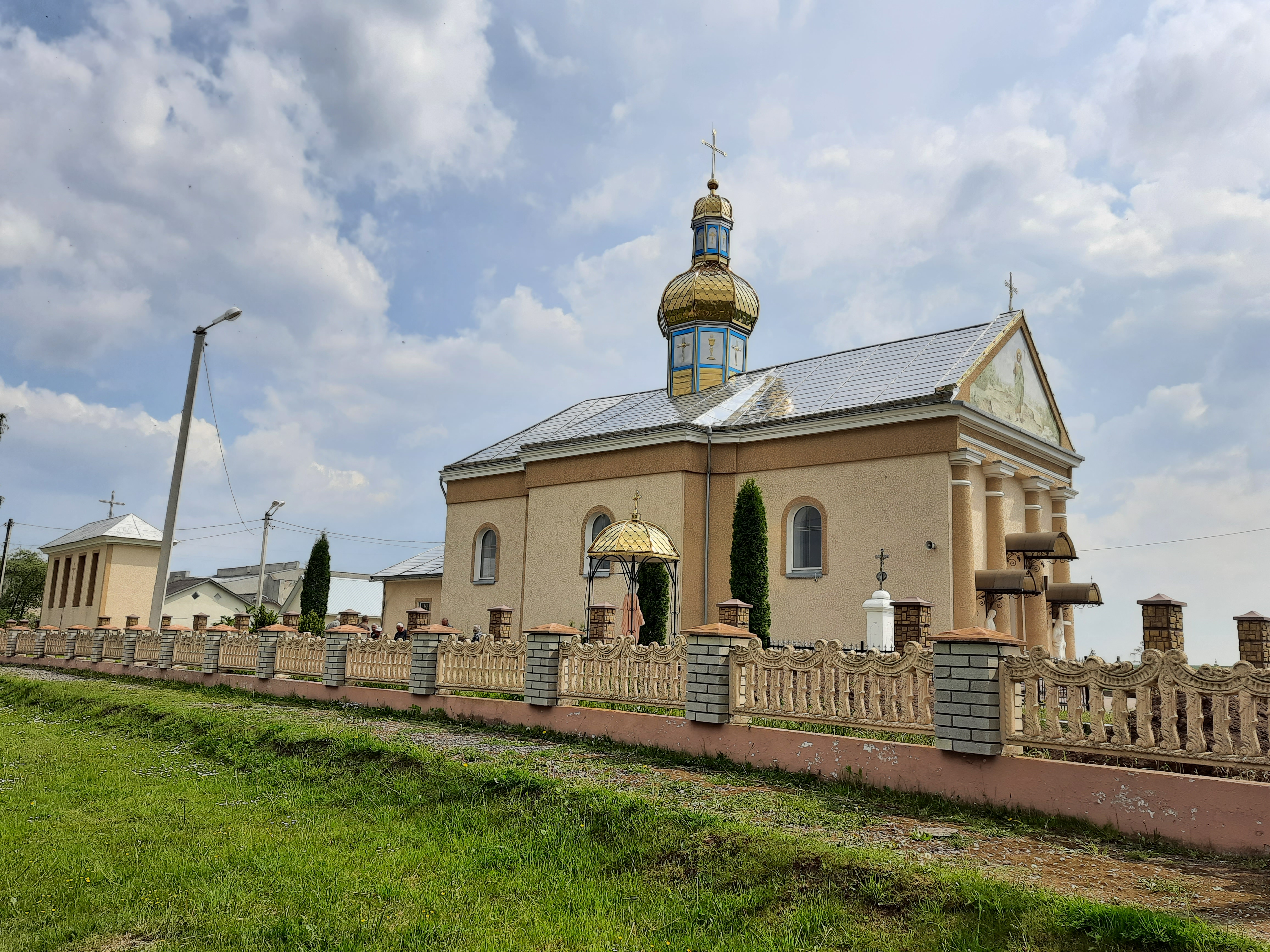
Церква Іоанна Хрестителя
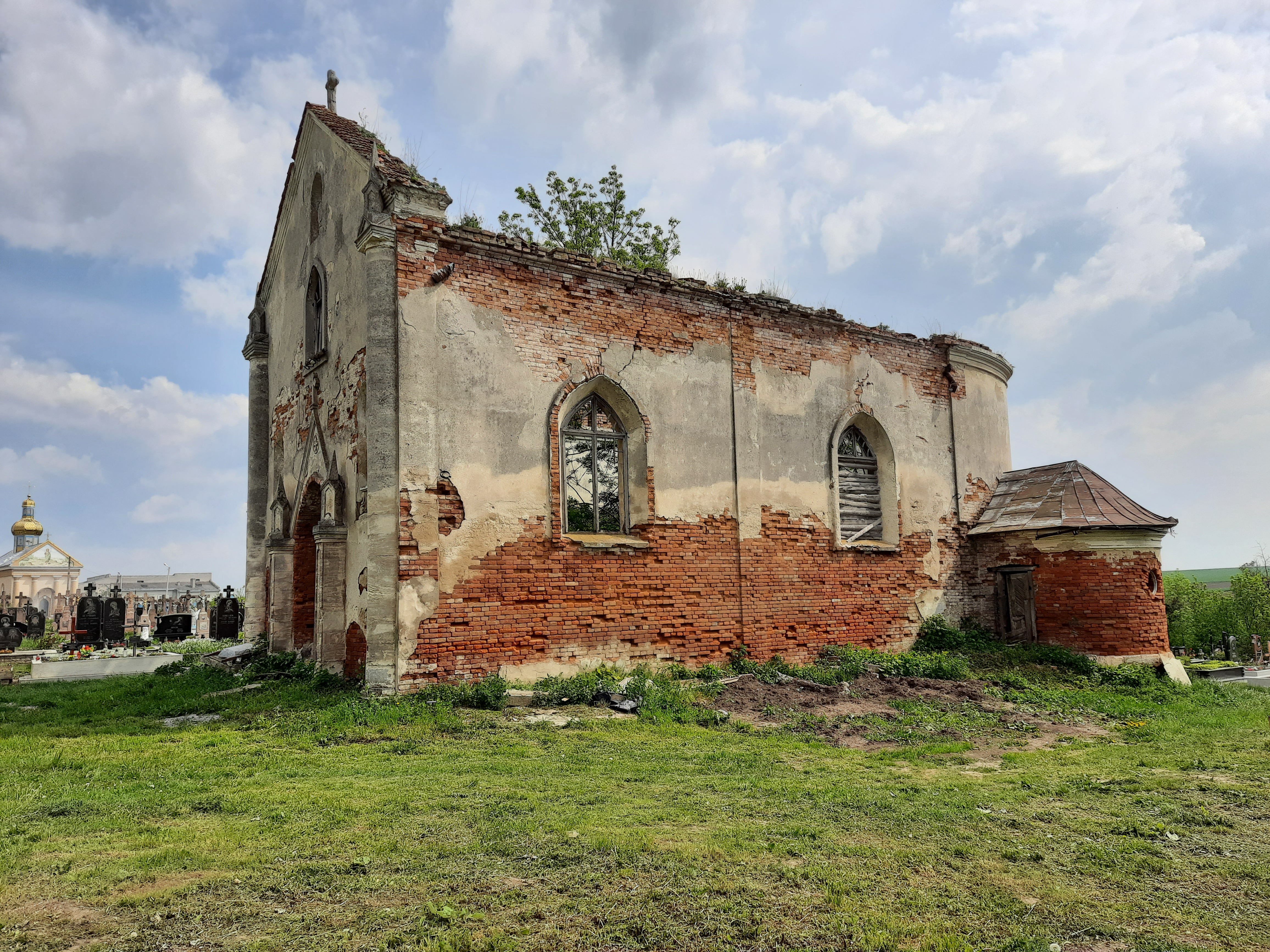
Руїни костелу Святих Петра і Павла
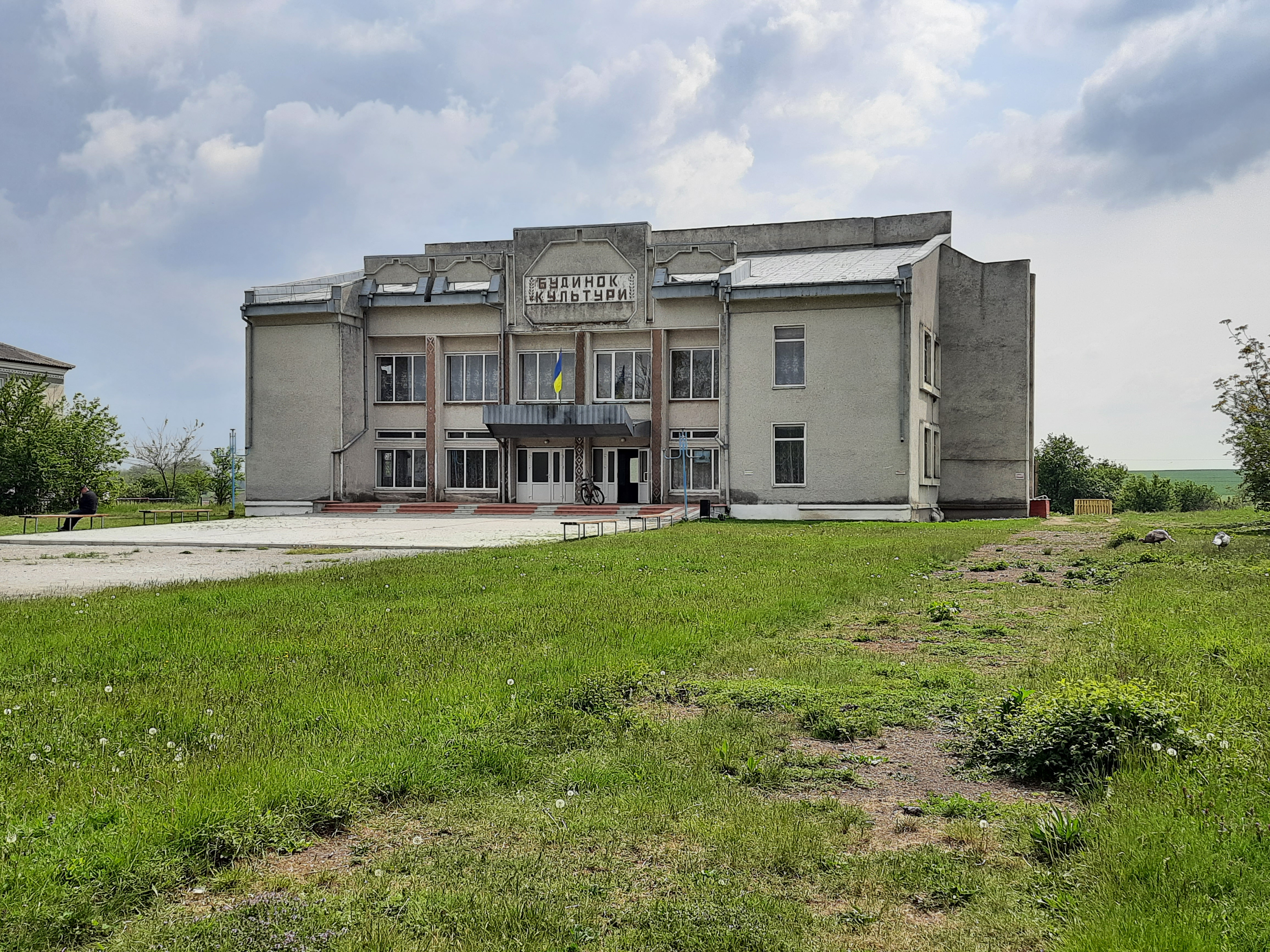
Будинок культури
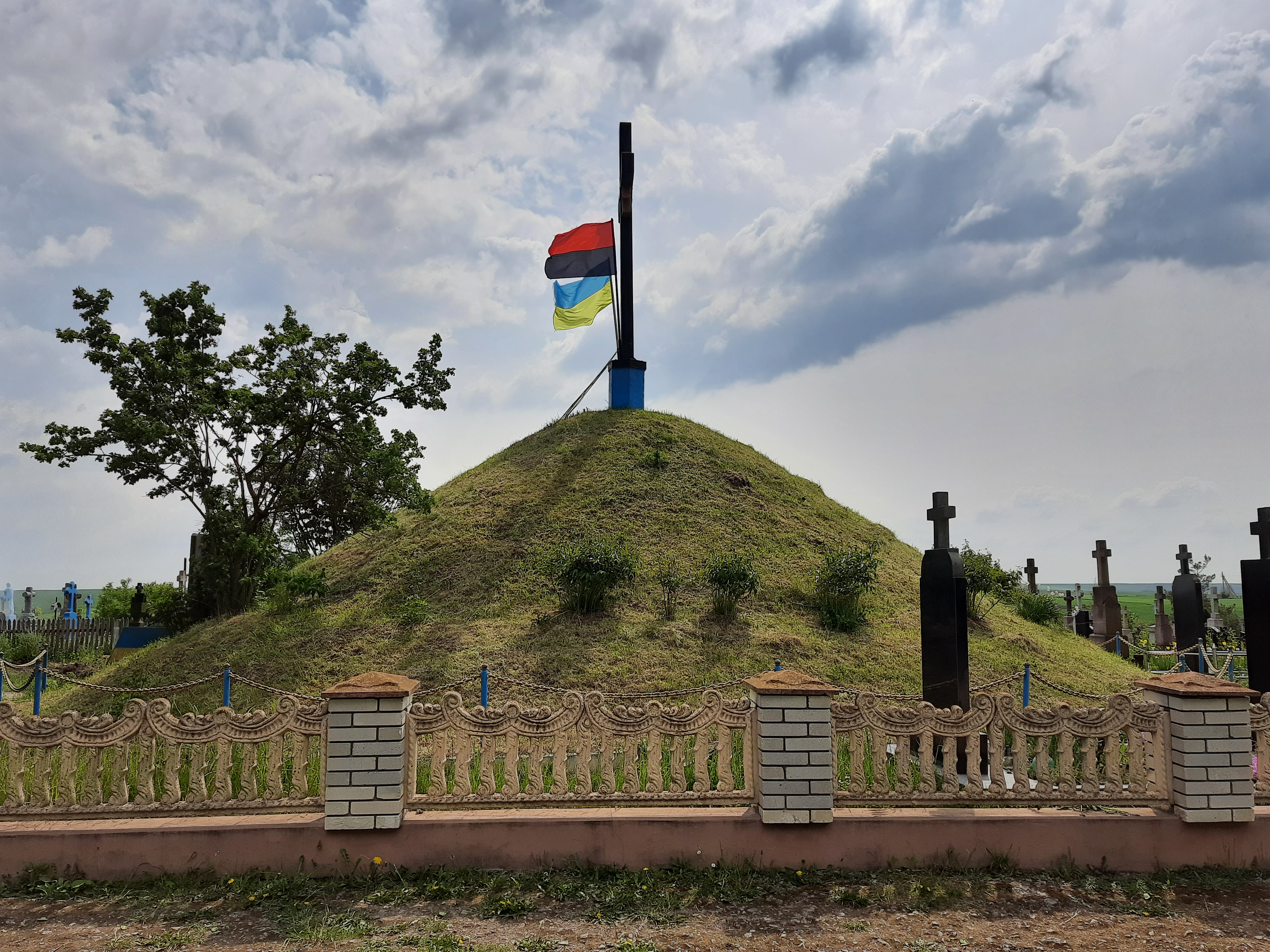
Символічна могила Борцям за волю України
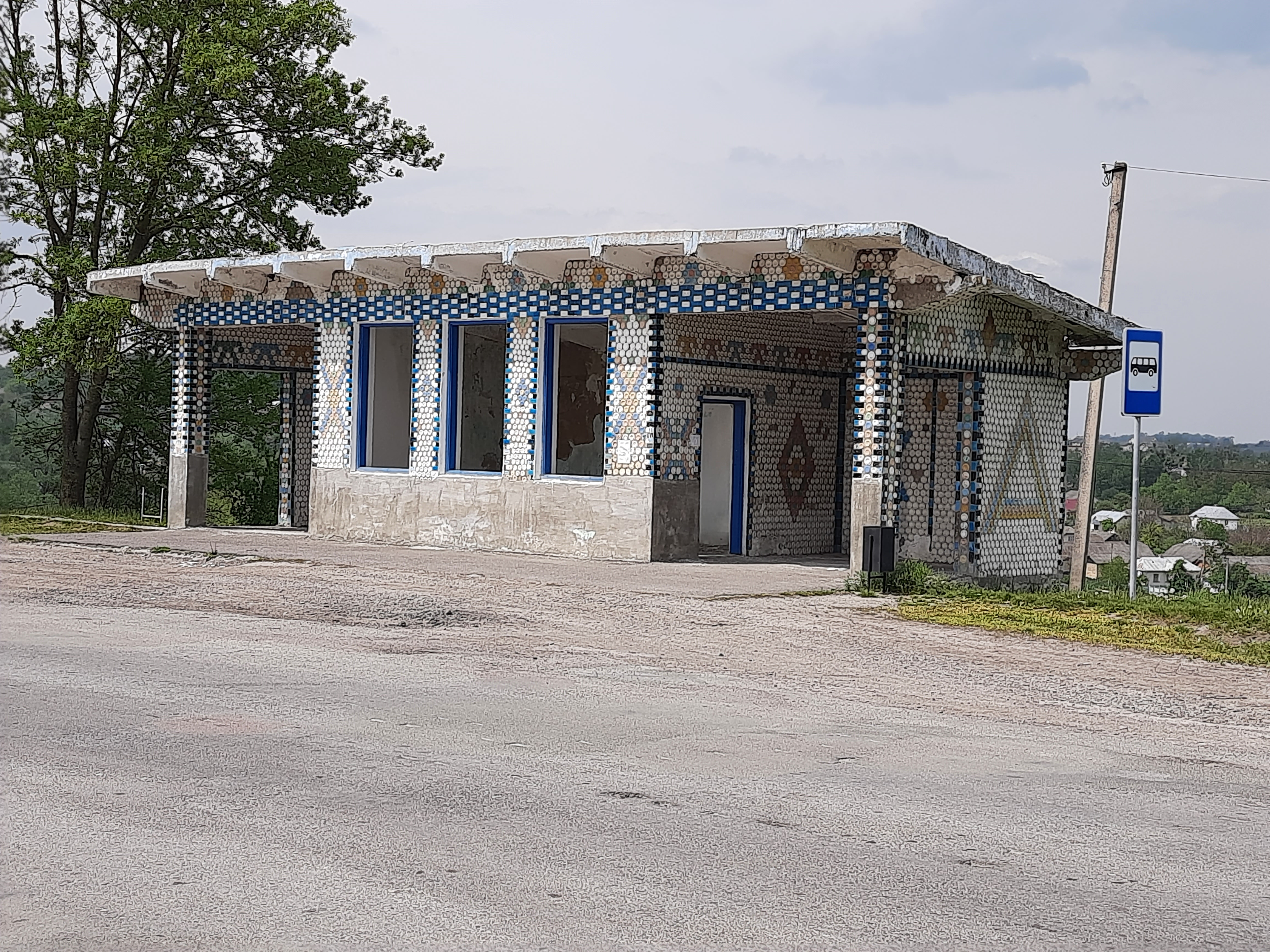
Автобусна зупинка